# Championnat de Chypre de football 1955-1956
Navigation
Saison précédente Saison suivante
La saison 1955-1956 du Championnat de Chypre de football était la 19e édition officielle du championnat de première division à Chypre. Les neuf meilleurs clubs du pays se retrouvent au sein d'une poule unique, la Cypriot First Division, où ils s'affrontent 2 fois, à domicile et à l'extérieur. Le dernier du classement en fin de saison est directement relégué en deuxième division.
L'AEL Limassol, tenant du titre, remporte une nouvelle fois la compétition en terminant en tête du championnat, devant l'APOEL Nicosie, 2e à 3 points et le club promu de D2, Nea Salamina, qui termine sur le podium. C'est le 4e titre de champion de Chypre de l'histoire de l'AEL.
Avec le départ du club de Çetinkaya Türk SK vers le championnat de Chypre du Nord, il n'y a que 9 clubs participants au lieu de 10.

## Les 10 clubs participants
| - APOEL Nicosie - AEL Limassol - Olympiakos Nicosie - Omonia Nicosie - AYMA Nicosie | - EPA Larnaca - Pezoporikos Larnaca - Anorthosis Famagouste - Nea Salamina - Promu de D2 |

## Compétition

### Classement
Le barème utilisé pour établir le classement est le suivant :
- Victoire : 2 points
- Match nul : 1 point
- Défaite : 0 point

| Rang | Équipe                | Pts | J  | G | N | P  | Bp | Bc | Diff |
| ---- | --------------------- | --- | -- | - | - | -- | -- | -- | ---- |
| 1    | AEL Limassol T        | 23  | 16 | 9 | 5 | 2  | 38 | 17 | +21  |
| 2    | APOEL Nicosie         | 21  | 16 | 9 | 3 | 4  | 30 | 16 | +14  |
| 3    | Nea Salamina P        | 19  | 16 | 7 | 5 | 4  | 31 | 24 | +7   |
| 4    | Olympiakos Nicosie    | 19  | 16 | 7 | 5 | 4  | 29 | 27 | +2   |
| 5    | Anorthosis Famagouste | 18  | 16 | 8 | 2 | 6  | 43 | 33 | +10  |
| 6    | Omonia Nicosie        | 16  | 16 | 7 | 2 | 7  | 23 | 26 | -3   |
| 7    | Pezoporikos Larnaca   | 14  | 16 | 5 | 4 | 7  | 25 | 31 | -6   |
| 8    | EPA Larnaca           | 10  | 16 | 4 | 2 | 10 | 23 | 38 | -15  |
| 9    | AYMA Nicosie          | 4   | 16 | 1 | 2 | 13 | 21 | 51 | -30  |

|  | Vainqueur du championnat de Chypre 1955-1956                                           |
|  | Relégation directe en deuxième division                                                |
|  | T : Tenant du titre C : Vainqueur de la Coupe de Chypre P : Promu de deuxième division |

## Bilan de la saison
| Championnat de Chypre de football 1955-1956 |                         |
| Champion                                    | AEL Limassol (4e titre) |
| Coupes et trophées                          |                         |
| Vainqueur de la Coupe de Chypre 1955-1956   | Non disputée            |
| Promotions et relégations                   |                         |
| Promus en Cypriot First Division            | Aris Limassol           |
| Relégués en Cypriot Second Division         | AYMA Nicosie            |